# 赵绘沈绣之楼及林溪精舍
赵绘沈绣之楼及林溪精舍，位于江苏省南通市崇川区，是中华人民共和国江苏省文物保护单位之一。
2006年6月5日，授予江苏省文物保护单位，是一座近现代重要史迹及代表性建筑。